# Cristo de la Concordia
Il Cristo de la Concordia è una colossale statua di Gesù, che si trova nella città di Cochabamba, in Bolivia.

## Storia
La statua fu realizzata da scultori e architetti di Cochabamba, i fratelli César e Walter Terrazas Pardo, in ricordo della visita di papa Giovanni Paolo II alla città di Cochabamba nel 1988. L'opera fu realizzata per iniziativa del dirigente operaio Lucio López, i lavori incominciarono il 12 luglio 1987 e si conclusero il 20 novembre 1994.
Questa gigantesca immagine con le braccia aperte rappresenta la protezione del Cristo de la Concordia sulla città di Cochabamba e l'ospitalità degli abitanti della città.

## Dati
La statua è collocata sulla cima del Cerro San Pedro a Cochabamba. Ha un'altezza di 34,20 metri, senza il basamento, se si somma la dimensione del basamento (6,24 metri) raggiunge i 40,44 metri e un peso di 2.200 tonnellate a un'altitudine di 2.840 metri sul livello del mare.
La statua del Cristo de la Concordia supera di 1,20 m di altezza la Statua di Cristo Re di Świebodzin in Polonia che è alta 33 metri, ma con la corona che la sovrasta arriva a 36 m; mentre la famosa statua del Cristo Redentore del Corcovado di Rio de Janeiro in Brasile viene superata di 4,20 metri di altezza.
La statua ha delle scale al suo interno, mediante le quali si può ascendere alla parte alta della statua, fino ad arrivare alle braccia. Da alcune feritoie, che servono da finestre, si possono ammirare differenti vedute della valle e di Cochabamba.
Il Cristo de la Concordia si può raggiungere salendo a piedi per uno scalone di 1.399 gradini, mediante una teleferica o in taxi o autobus.

### Dati della statua
- Data di inizio: 12 luglio 1987

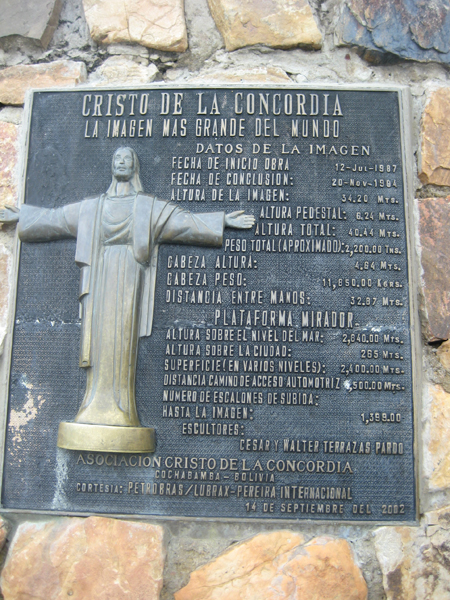
Targa con i dati della statua del Cristo de la Concordia.

- Data di conclusione: 20 novembre 1994
- Altezza della statua: 34,20 m.
- Altezza del basamento: 6,24 m.
- Altezza totale: 40,44 m.
- Peso totale (aprox.): 2200,00 t.
- Altezza della testa: 4,64 m.
- Peso della testa: 11850,00 kg.
- Distanza fra le mani: 32,87 m.

### Piattaforma del belvedere
- Altitudine: 2840,00 m.
- Dislivello rispetto alla città: 265,00 m.
- Superficie (en varios niveles): 2400,00 m.
- Distanza dall'accesso stradale: 4500,00 m.
- Gradini verso la statua: 1399
- Scultori: César e Wálter Terrazas Pardo